# Hässleholm (stad)
Hässleholm is een stad in de gemeente Hässleholm in Skåne de zuidelijkste provincie van Zweden. De plaats heeft 17.730 inwoners (2005) en een oppervlakte van 1174 hectare. De plaats is genoemd naar een dichtbij gelegen boerderij: Hässleholm. In 1914 kreeg de stad zijn stadstatus.

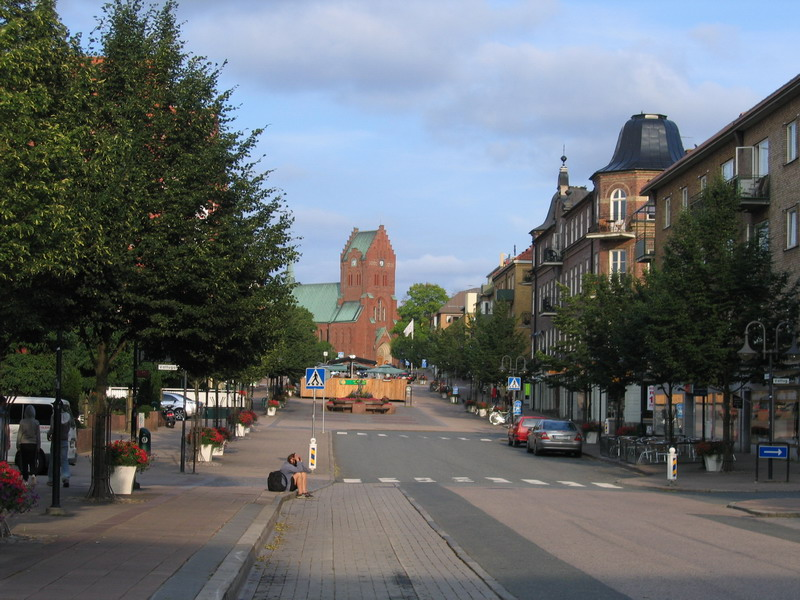
Centrum

## Verkeer en vervoer
Bij de plaats lopen de Riksväg 21, Riksväg 23, Riksväg 24, Länsväg 117 en Länsväg 119.
Ook heeft de plaats een station op de lijnen Markarydsbanan, Kristianstad - Helsingborg en Katrineholm - Malmö. In 1860 opende het spoorwegstation in Hässleholm als treinstation aan de spoorweg van Stockholm naar Malmö.

## Geboren
- Åke Persson (1932-1975), jazztrombonist
- Ingvar Cronhammar (1947-2021), beeldhouwer
- Martin Ingvarsson (1965), voetbalscheidsrechter
- Peter Swärdh (1965), voetbaltrainer
- Fredrik Widmark (1976), golfer
- Jon Jönsson (1983), voetballer
- Robin Stjernberg (1991), zanger

## Partnersteden
- Darłowo (Polen)
- Eckernförde (Duitsland)